# Bezenye
Bezenye (in croato: Bizonja, in tedesco: Pallersdorf) è un comune di 1 561 abitanti situato nella contea di Győr-Moson-Sopron, nell'Ungheria nordoccidentale.